# 方岑
方岑（1968年6月2日—），本名林芳岑，曾為台灣女演員、主持人，現改行為水療師。

## 經歷
早期家庭生活因為父親生意失敗從優渥轉貧窮，國光藝校期間半工半讀幫助家計和還債；之後靠機緣演出廣電基金單元劇《我們這一班》，成功詮釋戲中主角季潔（季老師）而走紅，使她形象與知名度往上提升。後來發展以配角演員和主持人、活動為主，之後轉型演出本土劇中正反派等多變角色，而她在房地產投資方面亦有所成。但於2012年前後，方岑因長期拍戲、處在地下室，而罹患重金屬中毒(銫中毒)和皮膚炎，便因為健康因素淡出演藝圈，改行從事水療相關產業，也不再接觸房地產。
2020年，方岑於2004年演出的電視劇《台灣龍捲風》，因其劇中飾演的角色葉美琪的口頭禪「敢按呢」（台語，意為「是這樣嗎？」）被網友剪輯出1分多鐘的影片，之後再被專頁轉發後引發熱烈討論。

## 電視劇
| 年份   | 電視台     | 劇名                                     | 飾演         |
| ------ | ---------- | ---------------------------------------- | ------------ |
| 1990年 |            | 《借我握一握你的手》                     | 蘇美鳳       |
| 1993年 | 廣電基金   | 《我們這一班》                           | 季潔(季老師) |
| 2000年 | 東森綜合台 | 《北港香爐》                             | 黃月英       |
| 2000年 | 中視       | 《嫁妝一畚箕》                           | 陳素環       |
| 2000年 | 民視       | 《大腳阿媽》                             | 寶珠         |
| 2000年 | 三立台灣台 | 《阿扁與阿珍》                           | 吳王月霞     |
| 2001年 | 三立台灣台 | 《台灣阿誠》                             | 馬海倫       |
| 2002年 | 民視       | 《世間路》                               | 陳春花       |
| 2002年 | 三立台灣台 | 《負君千行淚》                           | 郭月鳳       |
| 2002年 | 三立台灣台 | 《台灣霹靂火》                           | 馬阿敏       |
| 2003年 | 三立台灣台 | 《天地有情》                             | 張淑卿       |
| 2004年 | 三立台灣台 | 《台灣龍捲風》                           | 葉美琪葉安琪 |
| 2005年 | 三立台灣台 | 《金色摩天輪》                           | 林秀玉       |
| 2005年 | 三立都會台 | 《格鬥天王》                             | 李美津       |
| 2005年 | 台視       | 《我最愛的人》                           | 林秋美       |
| 2006年 | 台視       | 《神機妙算劉伯溫》之第三單元〈七絕陣〉   | 白英蓮       |
| 2006年 | 台視       | 《蝴蝶密碼》-少年八家將                  | 江母         |
| 2006年 | 台視       | 《神機妙算劉伯溫》之第六單元〈怒犯天條〉 | 陈玉霜       |
| 2007年 | 華視       | 《天使之翼》                             | 蘇麗貞       |
| 2007年 | 三立台灣台 | 《我一定要成功》                         | 王淑玲       |
| 2008年 | 台視       | 《幸福捕手》                             | 尼塔         |
| 2008年 | 華視       | 《三明治先生》                           | 陳惠瑛       |
| 2008年 | 三立台灣台 | 《真情滿天下》                           | 林愛萍       |
| 2010年 | 中視       | 《就是要香戀》                           | 陳玟芳       |
| 2011年 | 台視       | 《獅子的女兒》                           | 林錦雀       |
| 2011年 | 公視       | 《瑰寶1949》                             | 楊哲瑛       |

## 電影
| 年份   | 片名                               | 飾演         |
| ------ | ---------------------------------- | ------------ |
| 1986年 | 《我兒漢生》                       |              |
| 1994年 | 《畫魂》                           | 小蘭         |
| 1999年 | 《真情狂愛》                       |              |
| 2024年 | 《我的老師首部曲：燈塔水母的秘密》 | 季潔(季老師) |

## 主持作品
| 電視台           | 節目               |
| ---------------- | ------------------ |
| 台視             | 《醇情時刻》       |
| 中視             | 《女人夜夜湖》     |
| 中視             | 《勝》             |
| 民視             | 《來電綜藝通》     |
| 公視             | 《大家來逛博物館》 |
| 公視             | 《吃鄉情》         |
| 超視             | 《法醫剖案》       |
| 傳訊電視大地頻道 | 《流行都市——台北》 |
| 環球電視         | 《文化魅力舞台》   |
| JET日本台        | 《慾望東京》       |

## 廣播
- 中廣新聞網《世界生活館》

## 書籍
| 年份   | 書名                | 出版社   | ISBN               |
| ------ | ------------------- | -------- | ------------------ |
| 1997年 | 《這個CITY有點FUN》 | 商周出版 | ISBN 9789578420137 |

## 外部連結
- 方岑的spa生活的Facebook專頁
- 方岑在互联网电影资料库（IMDb）上的資料（英文）
- 方岑在香港影庫上的簡介